# Суровское сельское поселение
Суровское се́льское поселе́ние — муниципальное образование в Новодеревеньковском районе Орловской области Российской Федерации.
Административный центр — деревня Кулеши.

## История
Статус и границы сельского поселения установлены Законом Орловской области от 12 мая 2004 года № 401-ОЗ «О статусе, границах и административных центрах муниципальных образований на территории Новодеревеньковского района Орловской области»

## Население
| 2010  | 2012  | 2013  | 2014  | 2015  | 2016  | 2017  |
| ----- | ----- | ----- | ----- | ----- | ----- | ----- |
| 1279  | ↘1267 | ↘1229 | ↘1187 | ↘1160 | ↘1108 | ↘1097 |
| 2018  | 2019  | 2020  | 2021  | 2023  |       |       |
| ↘1085 | ↘1047 | ↗1049 | ↘1005 | ↘1003 |       |       |

## Состав сельского поселения
| №  | Населённый пункт | Тип населённого пункта          | Население |
| -- | ---------------- | ------------------------------- | --------- |
| 1  | Агибалово        | деревня                         | ↘0        |
| 2  | Бездонное        | деревня                         | ↘0        |
| 3  | Воздвиженка      | деревня                         | ↘0        |
| 4  | Долы             | деревня                         | ↘10       |
| 5  | Казинка          | деревня                         | ↘48       |
| 6  | Карнади          | деревня                         | ↘79       |
| 7  | Корсеевка        | деревня                         | ↘15       |
| 8  | Крутиловка       | деревня                         | ↘0        |
| 9  | Кулеши           | деревня, административный центр | ↘250      |
| 10 | Курдяевка        | деревня                         |           |
| 11 | Моховое          | село                            | ↘258      |
| 12 | Суры             | деревня                         | ↘182      |
| 13 | Шатилово         | посёлок                         | ↘437      |

В 2014 году на территории поселения образован новый населённый пункт — деревня Курдяевка.